# Yesterday's Wine
Yesterday's Wine är ett musikalbum av Willie Nelson utgivet 1971 på skivbolaget RCA Records. Albumet tillkom under en turbulent tid i Nelsons liv, han skiljde sig från sin fru 1970, och i december samma år brann hans ranch i Ridgetop, Tennessee ned. Albumet är ett konceptalbum vars tema är den "ofullkomlige mannen" och många av låtarna har religiösa teman. Titelspåret och "Me and Paul" släpptes som singlar från albumet. Skivan blev inte alls den kommersiella framgång som Nelson hoppats på och han övervägde en tid att lägga musiken på hyllan.
I sin självbiografi Willie: An Autobiography skrev Nelson: -Jag tycker det är ett av mina bästa album, men Yesterday's Wine sågs av RCA som alltför spöklikt och utsvävande för att slösa reklampengar på".

## Låtlista
(låtar utan angiven upphovsman av Willie Nelson)
1. "Intro: Willie Nelson and Band" / "Medley: Where's the Show; Let Me Be a Man" - 3:41
2. "In God's Eyes" - 2:23
3. "Family Bible" (Claude Gray, Paul Buskirk, Walter Breeland) - 3:12
4. "It's Not for Me to Understand" - 3:06
5. "Medley: These Are Difficult Times" / "Remember the Good Times" - 3:17
6. "Summer of Roses" - 2:05
7. "December Day" - 2:19
8. "Yesterday's Wine" - 3:15
9. "Me and Paul" - 3:50
10. "Goin' Home" - 3:06

## Fotnoter
1. ↑    - Shrake, Bud, Nelson, Willie (2000). Willie: An Autobiography (1:a uppl.). ISBN 978-0-8154-1080-5 (sid. 167)